# Mount Achilles (Tasmanien)

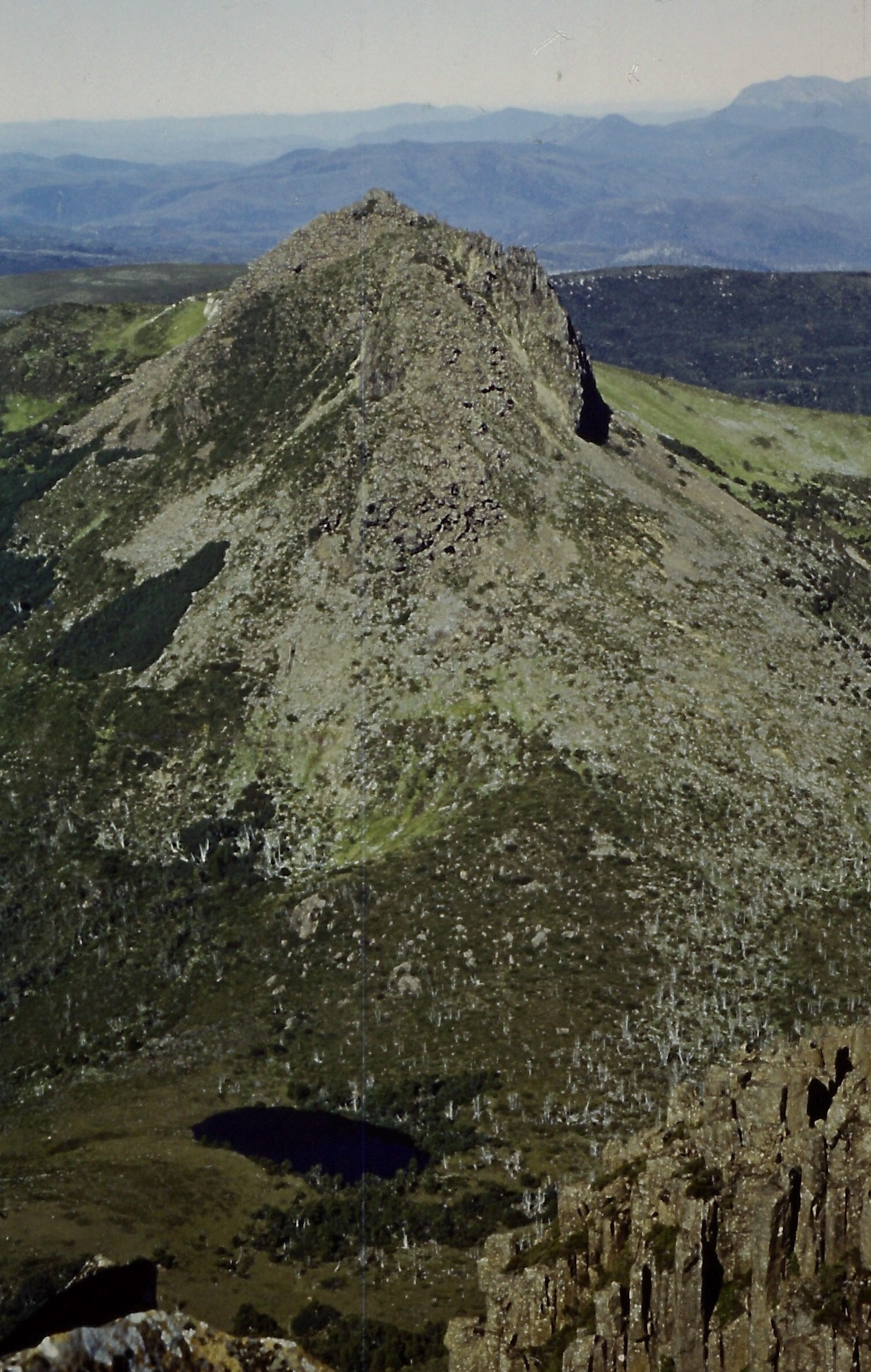
Mount Achilles

Der Mount Achilles ist ein Berg im Zentrum des australischen Bundesstaates Tasmanien. Er liegt in der Du Cane Range am Ostrand des Cradle-Mountain-Lake-St.-Clair-Nationalparks und steht in der Reihe der höchsten Berge Tasmaniens an 20. Stelle.
Er besteht aus zwei Hauptgipfeln, der höhere heißt Achilles Heel (dt.: Achillesferse), der niedrigere Perrins Bluff (dt. Perrins Hügel).
Der Mount Achilles ist eine wichtige Sehenswürdigkeit im Nationalpark und beliebt bei Wanderern und Bergsteigern.